# Monte Priora
Le Monte Priora dont le sommet est aussi appelé Pizzo della Regina est une montagne qui s'élève à 2 332 m d'altitude, dans les monts Sibyllins, au centre de l'Italie.

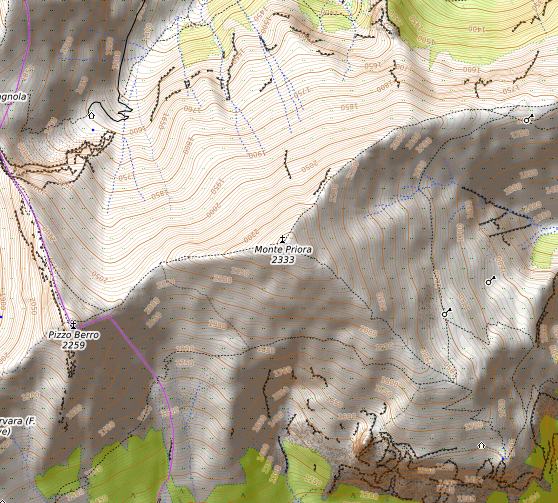
Carte topographique.